# Wahlkreis Pankow 9
Der Wahlkreis Pankow 9 ist ein Abgeordnetenhauswahlkreis in Berlin. Er gehört zum Wahlkreisverband Pankow und umfasst die Gebiete Greifswalder Straße, Berliner Allee, Indira-Gandhi-Straße bis zur Bezirksgrenze Lichtenberg und die Greifswalder Straße bis Bezirksgrenze Friedrichshain-Kreuzberg.

## Abgeordnetenhauswahl 2023
Bei der Wahl zum Abgeordnetenhaus von Berlin 2023 traten folgende Kandidaten an:
| Name                              | Partei              | Anteil der Erststimmen | Anteil der Zweitstimmen |
| --------------------------------- | ------------------- | ---------------------- | ----------------------- |
| Tino Schopf                       | SPD                 | 25,6 %                 | 17,6 %                  |
| Antje Kapek                       | Grüne               | 24,3 %                 | 24,5 %                  |
| David Paul                        | CDU                 | 16,9 %                 | 17,7 %                  |
| Michail Nelken                    | Die Linke           | 15,3 %                 | 18,0 %                  |
| Frank Behnke                      | AfD                 | 07,8 %                 | 07,9 %                  |
| Artur Gärtner                     | FDP                 | 03,1 %                 | 04,0 %                  |
| Matthias Schröder                 | Tierschutzpartei    | 02,8 %                 | 02,3 %                  |
| Kerstin Kruschwitz                | Die PARTEI          | 02,5 %                 | 01,9 %                  |
| Nikolai Zinke                     | dieBasis            | 01,0 %                 | 00,8 %                  |
| Rüdiger Voigt                     | Freie Wähler        | 00,5 %                 | 00,2 %                  |
| Eckehart Ehrenberg                | Demokratische Linke | 00,1 %                 | 0–                      |
| –                                 | Volt                | –                      | 01,3 %                  |
| –                                 | Sonstige            | –                      | 03,8 %                  |
| Wahlberechtigte: 32.853 Einwohner |                     |                        |                         |
| Wahlbeteiligung: 66,6 %           |                     |                        |                         |

## Abgeordnetenhauswahl 2021
Bei der im Nachhinein für ungültig erklärten Wahl zum Abgeordnetenhaus von Berlin 2021 traten folgende Kandidaten an:
| Name                              | Partei              | Anteil der Erststimmen | Anteil der Zweitstimmen |
| --------------------------------- | ------------------- | ---------------------- | ----------------------- |
| Tino Schopf                       | SPD                 | 27,4 %                 | 18,9 %                  |
| Stefanie Remlinger                | Grüne               | 24,5 %                 | 25,1 %                  |
| Michail Nelken                    | Die Linke           | 18,0 %                 | 20,6 %                  |
| David Paul                        | CDU                 | 10,4 %                 | 10,6 %                  |
| Frank Behnke                      | AfD                 | 06,4 %                 | 06,5 %                  |
| Artur Gärtner                     | FDP                 | 04,6 %                 | 05,6 %                  |
| Matthias Schröder                 | Tierschutzpartei    | 03,0 %                 | 02,0 %                  |
| Kerstin Kruschwitz                | Die PARTEI          | 02,9 %                 | 02,3 %                  |
| Nikolai Zinke                     | dieBasis            | 01,8 %                 | 01,5 %                  |
| Rüdiger Voigt                     | Freie Wähler        | 00,9 %                 | 00,7 %                  |
| Eckehart Ehrenberg                | Demokratische Linke | 00,1 %                 | 0–                      |
| –                                 | Volt                | –                      | 01,5 %                  |
| –                                 | Sonstige            | –                      | 04,7 %                  |
| Wahlberechtigte: 33.024 Einwohner |                     |                        |                         |
| Wahlbeteiligung: 76,8 %           |                     |                        |                         |

## Abgeordnetenhauswahl 2016
Bei der Wahl zum Abgeordnetenhaus von Berlin 2016 traten folgende Kandidaten an:
| Name                              | Partei           | Anteil der Erststimmen | Anteil der Zweitstimmen |
| --------------------------------- | ---------------- | ---------------------- | ----------------------- |
| Tino Schopf                       | SPD              | 24,6 %                 | 20,3 %                  |
| Michail Nelken                    | Die Linke        | 23,6 %                 | 23,6 %                  |
| Stefanie Remlinger                | Grüne            | 18,8 %                 | 19,4 %                  |
| Rainer Vangermain                 | AfD              | 12,2 %                 | 12,0 %                  |
| David Paul                        | CDU              | 11,5 %                 | 10,6 %                  |
| Sophie Regel                      | FDP              | 03,7 %                 | 04,4 %                  |
| ?                                 | Die PARTEI       | 03,3 %                 | 02,7 %                  |
| Michael Herbst                    | Piraten          | 02,4 %                 | 02,0 %                  |
| –                                 | Tierschutzpartei | 0–                     | 01,8 %                  |
| –                                 | Sonstige         | 0–                     | 03,2 %                  |
| Wahlberechtigte: 34.002 Einwohner |                  |                        |                         |
| Wahlbeteiligung: 69,5 %           |                  |                        |                         |

## Abgeordnetenhauswahl 2011
Bei der Wahl zum Abgeordnetenhaus von Berlin 2011 traten folgende Kandidaten an:
| Name                              | Partei           | Anteil der Erststimmen | Anteil der Zweitstimmen |
| --------------------------------- | ---------------- | ---------------------- | ----------------------- |
| Nikolaus Karsten                  | SPD              | 33,2 %                 | 30,6 %                  |
| Stefanie Remlinger                | Grüne            | 20,4 %                 | 19,5 %                  |
| Marion Seelig                     | Die Linke        | 19,7 %                 | 19,2 %                  |
| Sascha Groß                       | CDU              | 11,9 %                 | 11,3 %                  |
| Pavel Mayer                       | Piraten          | 10,8 %                 | 10,2 %                  |
| Ursula Loesch                     | Pro Deutschland  | 01,7 %                 | 01,0 %                  |
| Bernhard Winkler                  | Die Freiheit     | 01,2 %                 | 00,9 %                  |
| Andreas Hombach                   | Unabhängige      | 01,1 %                 | 00,6 %                  |
| –                                 | NPD              | 0–                     | 01,7 %                  |
| –                                 | Tierschutzpartei | –                      | 01,3 %                  |
| –                                 | FDP              | –                      | 01,1 %                  |
| –                                 | Sonstige         | –                      | 02,6 %                  |
| Wahlberechtigte: 34.429 Einwohner |                  |                        |                         |
| Wahlbeteiligung: 60,8 %           |                  |                        |                         |

## Abgeordnetenhauswahl 2006
Bei der Wahl zum Abgeordnetenhaus von Berlin 2006 traten folgende Kandidaten an:
| Name                              | Partei    | Anteil der Erststimmen |
| --------------------------------- | --------- | ---------------------- |
| Susann Engert                     | SPD       | 33,7 %                 |
| Marion Seelig                     | Die Linke | 26,3 %                 |
| Almuth Tharan                     | Grüne     | 15,8 %                 |
| Thomas Georgi                     | CDU       | 10,4 %                 |
| Lucy Redler                       | WASG      | 06,8 %                 |
| Rainer-Michael Lehmann            | FDP       | 04,1 %                 |
| Mario Schwab                      | Bildung   | 02,3 %                 |
| Dirk Wanner                       | HP        | 00,6 %                 |
| Wahlberechtigte: 32.860 Einwohner |           |                        |
| Wahlbeteiligung: 55,1 %           |           |                        |

## Bisherige Abgeordnete
Da der Wahlkreis erst seit 2006 in der heutigen Form besteht, ist die Angabe bisheriger Abgeordneter erst seit diesem Zeitpunkt möglich. 
| Jahr | Name             | Partei | Anteil der Erststimmen |
| ---- | ---------------- | ------ | ---------------------- |
| 2023 | Tino Schopf      | SPD    | 25,6 %                 |
| 2021 | Tino Schopf      | SPD    | 27,4 %                 |
| 2016 | Tino Schopf      | SPD    | 24,6 %                 |
| 2011 | Nikolaus Karsten | SPD    | 33,2 %                 |
| 2006 | Susann Engert    | SPD    | 33,7 %                 |